# هاینتس کوبش
هاینتس کوبش (به آلمانی: Heinz Kubsch) بازیکن فوتبال و دروازه‌بان اهل آلمان است که از سال ۱۹۵۴ میلادی عضو تیم ملی فوتبال آلمان بوده‌است. وی در ۳ بازی ملی حضور داشته است و آخرین بازی ملی خود را در سال ۱۹۵۶ میلادی انجام داد. هاینتس کوبش در بازی‌های ملی‌اش گلی به ثمر نرساند.